# Курушин, Михаил Александрович
Михаил Александрович Курушин (10 марта 1949, Молотов — 19 мая 2010, п. Кусье-Александровский, Горнозаводский район Пермский край) — художник, график, гравёр, иллюстратор, член Союза художников России. Художественный редактор Пермского книжного издательства (1975—1984). Проиллюстрировал более ста книжных изданий.

## Биография
Михаил Курушин родился 10 марта 1949 года. Его детство и юность прошли в Перми. Занимаясь в средней школе № 9 Сталинского района, Миша восемь лет обучался в музыкальной школе и получил свидетельство на преподавание музыки в общеобразовательной школе в возрасте 14 лет. Также посещал кружок изобразительного искусства во Дворце пионеров. В пятом классе пришло признание таланта художника: иллюстрации к сказкам А. С. Пушкина получили высшую награду на межобластной выставке. Работы отправили в Москву на всесоюзную выставку, где они получили новую награду — три месяца путёвки в «Артек». После поездки наставником юного художника становиться Анатолий Дёмин, который направил юношу на учёбу в Ярославль.
В 1968-м году окончил Ярославское художественное училище, затем в 1975-м — Ленинградский Ордена Трудового Красного Знамени институт живописи, скульптуры и архитектуры имени И. Е. Репина по специальности «графика». Примечательно, что студент Курушин сдал на одном из зачётов вместо 3-5 работ — 135 и за высокой оценкой комиссии последовала командировка в Германию, в Дрезденскую галерею. Приобрёл опыт в Прибалтике, Крыму. Вернулся в Пермь, затем служил в рядах Советской Армии (1976—1977).
В 1975 году пришёл в Пермское книжное издательство, где трудился в качестве художественного редактора. В 1983 году молодого художника принимают в Союз художников СССР (рекомендация от Заслуженного художника России Олега Дмитриевича Коровина). На творческую работу перешёл в 1984 году. Преподавал в Пермском отделении Академии художеств.
В 2004 году переехал в г. Горнозаводск Пермского края. Умер от скоротечной пневмонии и похоронен на горнозаводском кладбище у опушки леса.

### Семья
Отец — Александр Иванович Курушин, мать — Лидия Дмитриевна Курушина.
Прадед — Павел Полуэктович Полыгалов.

## Творчество
Михаил Курушин начинал творческий путь как график-иллюстратор. Артистично играл и пел на гитаре. Его работы в станковой графике — это пейзажи, портреты, интерьеры. Также рисовал карандашом, пастелью и сангиной. Одна из первых графических серий начинающего мастера увидела свет в сборнике Вильяма Шекспира «Трагедии. Сонеты» в 1978 году. В этом же году состоялась его первая персональная выставка.
Наиболее интересные графические листы художника с выставки «Урал социалистический—80» включили в экспозицию художественной выставки «Советская Россия» Центрального выставочного зала Союза Художников СССР. Критики особенно отмечают яркие работы к стихотворениям Ф. И. Тютчева, А. А. Блока, М. Ю. Лермонтова. Из сборников пермских поэтов примечательны «Лирика» А. Решетова, проза И. Лепина, И. Байгулова. Его творчество «поднимает иллюстрацию на уровень настоящего искусства».
Исследователи выделяют краеведческую составляющую творчества Михаила Курушина: это пейзажи горнозаводского Урала (художник особенно часто выезжал в посёлок Кусье-Александровский Горнозаводского района, где жила его мама Лидия Дмитриевна). Офорты из серии «Старая Пермь» «Дом благородного собрания на ул. Сибирской» и «Гостиный двор на улице Сибирской и Покровской» стали открытками. Созданы офорты, посвящённые Архитектурно-этнографическому музею «Хохловка» и др. На пермской улице Кисловодской, которую особенно приметили художники, Михаил Александрович сконструировал такие интерьерные образы, как «Окно», «Интерьер», «Мастерская».
Новой жизненной вехой явилось создание в 1986 году серии аллегорических иллюстраций к сборнику натурфилософских и лирических стихотворений русских и советских поэтов «…И звезда с звездою говорит». Это размышление о Космосе и о Человеке как жителе Вселенной. Художник изобразил Вселенную бесконечной и заполненной неисчислимым множеством миров, находящихся во взаимном тяготении и отталкивании. В книге картины Михаила Курушина соединили материю, время и пространство в «океан вечности».
- «Икар»
- «Ника»
- «Человек на ветру времени»
- «Корабль надежды несущей»
- «Цветок в ладонях»

В последние десятилетие художник часто обращался к евангельским темам, он изображал ангелов, святых, отдельные сцены из библейских повествований. В это же время появляются произведения в масляной живописи — портреты писателей и поэтов, художников и музыкантов.
Работы Михаила Александровича Курушина хранятся в музейных коллекциях (например, в Горнозаводском краеведческом музее), частных собраниях России и зарубежья (в Америке, Мексике, Франции, Германии, Швейцарии).
Искусствоведы характеризуют манеру письма мастера как «моделирование крупным „гранёным“ мазком, напоминающим иногда графическую штриховку», «яркое и многоцветное письмо, раскрывающее колористический дар». В живописи М. А. Курушин «предпочитал крупные планы, светлый холодный колорит, сложные фактурные разработки, контрастные сочетания светлых и тёмных предметов, резкие цветовые акценты, плотность цвета, динамичность мазка».

## Хронология
- 1977, 1979, 1981 — Московские международные книжные выставки-ярмарки
- 1978 — Вторая Всероссийская выставка эстампа (Ростов-на-Дону)
- 1979 — Зональная выставка «Урал социалистический» (Тюмень)
- 1980 — Республиканская выставка «Советская Россия» (Москва)
- 1982 — Вторая международная молодёжная выставка Триеннале «Рисунок сегодня» (Нюрнберг, ФРГ и Лозанна, Швейцария)
- 1982 — Вторая всероссийская художественная выставка «Искусство книжной графики». Дипломы Всероссийского конкурса искусства книги (М. А. Курушин награждён за оформление серии поэтических сборников как художник книги и как художественный редактор[1])[5]
- 1985 — Зональная выставка «Урал социалистический» (Свердловск)
- 1988 — Всероссийская выставка «Искусство книжной графики» (Иркутск)
- 1988 — Групповая выставка четырнадцати художников (Пермь)
- 1991 — Зональная выставка «Урал социалистический» (Курган)
- 1996 — Городская краеведческая выставка в «Доме Смышляева» (Центральная библиотека им. А. С. Пушкина, Пермь)[12]
- 1997 — Зональная выставка «Урал социалистический» (Уфа)
- 1977 — 2010 — городские, областные и краевые выставки.

Оформление и иллюстрация произведений русских, советских и зарубежных писателей, изданных Пермским книжным издательством:
- 1978 — В. Я. Шишков «Угрюм-река»
- 1978 — Вильям Шекспир «Трагедии. Сонеты»
- 1979 — Иван Байгулов «Межсезонье»
- 1979 — Максим Горький «Песнь о соколе. Песнь о буревестнике»
- 1979 — Ф. И. Тютчев «Избранное»
- 1980 — Алексей Решетов «Чаша»
- 1980 — Уильям Шекспир «Гамлет, принц датский» (Издательство «Удмуртия», Ижевск; Пермское книжное издательство, Библиотека русской и советской поэзии)
- 1981 — Анна Ахматова «Стихотворения»

- 1982 — Валерий Брюсов «Избранное»
- 1982 — Михаил Светлов «Стихотворения»
- 1984 — Дмитрий Кедрин «Стихотворения. Поэмы. Драмы»
- 1986 — Эдуард Багрицкий «Стихотворения и поэмы»
- 1986 — Н. А. Заболоцкий «Стихотворения. Поэмы»
- 1986 — Борис Корнилов «Стихотворения. Поэмы»
- 1987 — А. С. Пушкин «Стихотворения»
- 1989 — Борис Пастернак «Стихотворения. Поэмы. Переводы»
- 1992 — Марина Цветаева «Стихотворения»

## Коллекция художника
Михаил Александрович не только творил, но и собрал, и выставлял свою обширную коллекцию художественных произведений. Это графика (в том числе экслибрисы), живопись, декоративно-прикладное искусство, книги, предметы старинного быта — всё это богатство хранитель сделал публичным, принимал российских и зарубежных гостей. Большое количество даров было преподнесено от коллег — книжных графиков В. Фаворского, В. Звонцова, Ю. Филоненко, А. Хершак, Г. Макавеевой, В. Кадочникова, О. Д. Коровина, Михаила Павлюкевича и многих других. Особого внимания зрителя заслуживает «Шестикрылый херувим» в стиле русского изразца, который выполнен московским реставратором Н. Горячевой, которая восстанавливала майоликовое панно Николая Рериха на Казанской церкви в Перми).
Художник подчёркивал важность открытого частного собрания:

Графическое произведение по силам приобрести любому, потому что график может сделать несколько оттисков. …Мы возрождаем и трудоёмкую технику, когда оттиск может быть сделан не меньше чем с семи камней! Пример — произведения Николая Ковалёва в технике цветной литографии. 